# مايكل كارتر (منافس ألعاب قوى)
مايكل كارتر (بالإنجليزية: Michael Carter)‏ (و. 1960  م) هو منافس ألعاب قوى، ولاعب كرة قدم أمريكية أمريكي، ولد في دالاس، تكساس، شارك في الألعاب الأولمبية الصيفية 1984، مركز لعبه هو معرقل دفاعي.

## التعليم
تعلم في ثانوية طوماس جفرسون ‏، وتعلم في جامعة ساوثرن ميثوديست
.

## روابط خارجية
- مايكل كارتر على موقع الاتحاد الدولي لألعاب القوى (الإنجليزية)
- مايكل كارتر على موقع مرجع كرة القدم المحترفة.كوم (الإنجليزية)
- مايكل كارتر على موقع أوليمبيديا (الإنجليزية)